# Bomilkar (Feldherr)
Bomilkar (punisch Bodmelqart bzw. Bdmlqrt „in der Hand des Melkart“; † 108 v. Chr. in Numidien) war ein Feldherr und Vertrauter des numidischen Königs Jugurtha Ende des 2. Jahrhunderts v. Chr.
Im Jahr 110 v. Chr. sorgte Bomilkar in Rom auf Veranlassung Jugurthas für einen Mordanschlag auf den Numider Massiva, der Anspruch auf den numidischen Thron erhob. Er hatte hierzu Kriminelle angeworben, die Massiva auftragsgemäß töteten. Ein Beteiligter konnte auf frischer Tat betroffen und gefasst werden. Dieser benannte vor dem Konsul Spurius Postumius Albinus in einem Geständnis den Feldherrn als seinen Auftraggeber und Anstifter. Bomilkar wurde angeklagt, blieb aber auf freiem Fuß, nachdem er 50 numidische Bürger als Geiseln gestellt hatte. Noch während des Prozesses floh er auf Jugurthas Anordnung hin nach Numidien zurück.
Im anschließenden wieder ausgebrochenen Krieg gegen die Römer diente Bomilkar als Feldherr und kommandierte 108 v. Chr. in der Schlacht am Muthul die Kriegselefanten und einen Teil der Fußtruppen. Der in dieser Schlacht siegreiche römische Feldherr Quintus Caecilius Metellus Numidicus versuchte, Bomilkar zum Verrat zu bewegen. Jugurtha ließ sich von Bomilkar zu Friedensverhandlungen überreden, nahm den Krieg aber bald wieder auf. Bomilkar plante einen Anschlag auf Jugurtha, der aber entdeckt wurde; er und seine Mitverschwörer wurden hingerichtet.